# HDCP
高清數位内容保护（HDCP，High-Bandwidth Digital Content Protection），是由英特爾公司所發展，用以確保數位化的影像與聲音資料在透過DVI、DisplayPort、HDMI介面傳送時不至於遭到非法拷貝。HDCP的規格受到多項專利權保護，任何人欲實作HDCP必須申請授權。
HDCP的授權管理是由英特爾的子公司「數位內容保護公司」（Digital Content Protection, LLC）負責。除了交付授權金之外，生產HDCP相容設備的廠商必須限制其產品功能，例如高清畫面（解析度為720p者）在透過產品上不支援HDCP的介面播放時必須支援碟片需求將解析度降至480p，而DVD聲訊在透過不支援HDCP的介面時必須被強制降到DAT等級的類比輸出。所有支援HDCP的影音播放設備都不得支援數位資料直接拷貝功能，並且必須「將其產品設計到足以打消大多數破解者的念頭」。
基本來說，欲播放有HDCP保護的影音內容如HD DVD、Blu-ray Disc、PlayStation 3遊戲（透過HDMI輸出時）、PlayStation 4遊戲，訊號來源（播放機或電腦的顯示卡）和显示器雙方都必须內建HDCP密钥功能才能正常播放。若系统任何一者不配備此密匙，影像畫素有可能降低，甚至不能播放影像。
現時許多顯示卡已內建HDCP功能。

## 規格
HDCP的主要目標是防止未加密的高解析度影音內容被傳送出去。為此HDCP當中設計了三套系統以達成此目標：
1. 一個驗證流程以防止未經授權的裝置接收到高解析度內容。
2. 將通過DVI與HDMI介面的資料加密以防止資料被竊聽。並同時防止「中介者」破解法。
3. 一個金鑰撤銷機制，以確保任何違反HDCP協定的裝置可以相對容易的被排除。

所有支援HDCP的裝置都有一組獨特的金鑰：一個金鑰組含有40把56bits長度的金鑰，如廠商將其外流將被視為違反HDCP授權協定。此外每一個金鑰組都還會附帶一組特別的金鑰稱為KSV（Key Selection Vector）。KSV內容有40bits且其中0與1各佔20bits。
在驗證流程中播放與顯示兩側將交換其KSV，雙方將收到對方的KSV中為1的bit欄位所指向的金鑰做加總取得一個56bits的共同金鑰；金鑰組與KSV的生成過程將確保雙方驗證的結果可得到同一組56bits金鑰。
加密過程是以串流方式進行。每個像素資料都會和金鑰所推導出的24bits整數作XOR運算，且每一個frame都會再產生不同的金鑰。
如果某些特定的機器被認為遭到破解，其KSV參數將被放入黑名單當中，並透過新發售的碟片或作業系統更新而散出。黑名單必須經過HDCP驗證管理中心電子簽章，以確保不會有人惡意干擾其他合法機器的運作。如果接收端的KSV被傳送端發現處於黑名單中。傳送端將會拒絕傳送內容。

## 收費
廠商每年要向Digital HDCP委员会支付15000美元的年费。
除此之外，向HDCP委员会购买key，则要支付key的费用，Key的费用依据每单购买的数量不同，而不同（买的越多越便宜）：
- 一次性购买1万个key，收费2,000美元。
- 一次性购买10万个key，收费5,000美元。
- 一次性购买100万个key，收费10,000美元。

## 密碼破解
密碼破解專家們於2001年首度公開了HDCP協定中的數個嚴重漏洞（當時尚未有任何HDCP產品上市）。來自卡內基美隆大學的Scott Crosby、Ian Goldberg、Robert Johnson、Dawn Song與David Wagner 等人共同在2001年11月5日ACM-CCS8大會數位內容管理小組中發表了一篇論文名為《A Cryptanalysis of the High-bandwidth Digital Content Protection System》，該論文摘要如下：
|  | HDCP的線性金鑰交換機制存在基本的弱點，使得我們可以： - 竊聽任何傳送中的資料 - 只靠其公開金鑰部分即可複製任何HDCP裝置 - 避免任何裝置被列入黑名單 - 未經授權而生成新的合法KSV - 以上機能合在一起可以導致我們完全篡取HDCP協會的權威性。 |

在大約同時間，密碼學家Niels Ferguson也宣布破解了HDCP，但是他並未公開其研究結果，因為擔憂公開之後隨之而來的法律問題。最為人所知的HDCP破解方法是「conspiracy attack」，將一定數量的HDCP裝置破解並收集其資訊後，理論上可破解出HDCP授權中心的私鑰。
2010年9月13日，一組主密鑰被署名Intel Global PR之Twitter帳戶貼在網路上，並於數日後被Intel官方證實，这也就意味着数百万蓝光光盘、播放器等设备的保护盾已经在瞬间土崩瓦解，所有蓝光光盘都可以自由解锁、复制。著名黑客Scott Crosby评论说：“只要从少至40部电视机、显示器、显卡、播放机设备上存储的密钥进行计算，就可能获得主密钥”，而支持HDCP的显卡和电视在全世界到处都是，已经数以百万计。
雖然Intel方面威脅要起訴任何非法設備，但是已經有號稱可錄製高畫質HDCP影像之擷取裝置開始銷售。

## 用途
- HD DVD與Blu-ray Disc播放機可接受影音光碟片上的「影像限制符碼」（Image Constraint Token；ICT），並且依據其內容決定是否要將傳送內容以HDCP協定加密。如果此類播放機被連接到不支援HDCP的電視機，且光碟片的ICT標註此內容應經HDCP加密，則播放機會強制把輸出畫面降低解析度至960x540像素（扣除NTSC Overscan範圍之後，即為720x480像素的DVD解析度）。目前可接受HDTV訊號的電視機並不一定支援HDCP，使得HD DVD與Blu-ray Disc對此類電視的擁有者吸引力大減。為此，電影製作公司在現階段同意暫時不在任何HDDVD或BD影片上面加上ICT，直至2011年[7] [8]。

- 2004年8月4日，美國聯邦通訊委員會（FCC）無視於HDCP已知缺陷，批准HDCP為一個標準的「數位輸出保護技術」[9]。在FCC的數位廣播旗標規範當中規定，所有的HDTV廣播信號解碼器必須包含數位輸出保護技術（該規範已被美國哥倫比亞特區上訴法庭裁定為違法）。美國國會仍在考慮類似於FCC數位廣播旗標規範的相關法案。

- 2005年1月19日，歐洲資訊通訊技術協會（EICTA）宣告，支援HDCP為其HD ready商標的取得要件之一[10]。

- 微軟已經宣告它的次世代作業系統Windows Vista將會在螢幕與顯示卡相關軟體元件中支援HDCP技術[11]。

## 外部連結
- （英文）數位內容保護公司 （页面存档备份，存于）
- （英文）HDCP specification （页面存档备份，存于）（PDF）
- HDCP （页面存档备份，存于） HDCP Encoding and Decoding - What Does This Mean to You? (theprojectorpros.com)
- DVI HDCP and DVI MAGIC （页面存档备份，存于） Compatibility-enhancement devices for non-HDCP monitors  （页面存档备份，存于）
- Windows Vista and HDCP （页面存档备份，存于） How Windows Vista will handle HDCP and Hi-Def output.
- Current hardware incompatible: HDCP: The nightmare on computer graphic cards and monitors (2006-01-06) （页面存档备份，存于）
- All ATI and nVidia cards announced un-supportive of HDCP:  （页面存档备份，存于）
- Lack of Consumer Understanding about HDTV and HDCP （页面存档备份，存于）
- A Cryptanalysis of HDCP
- Prof. Ed Felten's description of the conspiracy attack （页面存档备份，存于）
- An example of the HDCP conspiracy attack （页面存档备份，存于）
- （英文）HDCP License Agreement （页面存档备份，存于）（PDF）